# آن مانغاي
آن مانغاي (بالإنجليزية: Anne Mungai)‏، هي مُخرجة كينية. عُرفت أكثر من خلال فيلمها الطويل «سايكاتي» (بالإنجليزية: Saikati)‏ سنة 1992.

## أعمالها
| عُنوان الفيلم                                             | السنة |
| مصحة نكوماني (بالإنجليزية: Nkomani Clinic)‏               | 1980  |
| زوج البيغار (بالإنجليزية: The Beggar’s Husband)‏          | 1980  |
| مواطنو الغد (بالإنجليزية: The Tomorrow’s Adult Citizens)‏ | 1981  |
| معا سنبني (بالإنجليزية: Together We Build)‏               | 1982  |
| Wekesa at Crossroads                                     | 1986  |
| أراض زراعية مُنتجة (بالإنجليزية: Productive Farmlands)‏    | 1990  |
| الإيمان (بالإنجليزية: Faith)‏                             | 1991  |
| Root 1                                                   | 1991  |
| سايكاتي (بالإنجليزية: Saikati)‏                           | 1993  |
| بونغيزي (بالإنجليزية: Pongezi)‏                           | 1993  |
| Don’t Cry Child of Afrika                                | 1994  |
| Tough Choices                                            | 1998  |
| Saikati The Enkabaani                                    | 1998  |
| Promise of Love                                          | 2000  |

## روابط خارجية
آن مانغاي على موقع IMDb (الإنجليزية)